# Paracytheridea gynaikokratia
Paracytheridea gynaikokratia is een mosselkreeftjessoort uit de familie van de Paracytherideidae. De wetenschappelijke naam van de soort is voor het eerst geldig gepubliceerd in 1991 door Behrens.